# Trân tần
Trân tần Hách Xá Lý thị (chữ Hán: 珍嬪赫舍里氏) là một phi tần của Thanh Tuyên Tông Đạo Quang Hoàng đế.
Có một nhận định khá chắc chắn rằng bà cùng Thường phi là một người, tuy nhiên vẫn có điểm chưa thể khẳng định.

## Tiểu sử
Hách Xá Lý thị sinh giờ Tỵ, ngày 15 tháng 11 (âm lịch) năm Gia Khánh thứ 11 (1806), là con gái của Quảng Đông Án sát sứ tên Dung Hải (容海), thuộc Mãn Châu Tương Lam kỳ; mẹ là Y Nhĩ Căn Giác La thị.
Năm Đạo Quang thứ 2 (1822), nhập cung sơ phong Trân Quý nhân (珍貴人). Theo Nội vụ phủ tài liệu chỉ ra, "Trân" có Mãn văn là 「Ujengge」, ý là "Đoan trọng", "Không khinh suất", cùng ý nghĩa với Trân phi của Thanh Đức Tông.
Năm Đạo Quang thứ 5 (1824), ngày 13 tháng 4 (âm lịch), lấy Lễ bộ Tả Thị lang Thư Anh (舒英) làm Chính sứ, Binh bộ Hữu Thị lang Dịch Kinh (奕經) làm Phó sứ, tuyên chỉ sách phong lên Trân tần (珍嬪).
Sách văn viết:
| “                                  | 朕惟椒涂起化。六宫佐中壸之勤。芝检承恩。九室备内官之选。隆仪聿举。宠命攸颁。咨尔珍贵人赫舍哩氏。端恪修型。柔嘉秉式。展功绪而劳襄机杼。兰殿叨华。表德容而度饬珩璜。萱闱锡庆。兹仰承皇太后懿旨。晋封尔为珍嫔。申之册命。尔其鸾章祗领。迓蕃祉以长膺。翟采荣增。励芳规而益懋。钦哉。 . Trẫm duy tiêu đồ khởi hóa. Lục cung tá trung khổn chi cần. Chi kiểm thừa ân. Cửu thất bị nội quan chi tuyển. Long nghi duật cử. Sủng mệnh du ban. Tư nhĩ Trân Quý nhân Hách Xá Lý thị. Đoan khác tu hình. Nhu gia bỉnh thức. Triển công tự nhi lao tương cơ trữ. Lan điện thao hoa. Biểu đức dung nhi độ sức hành hoàng. Huyên vi tích khánh. Tư ngưỡng thừa Hoàng thái hậu ý chỉ. Tấn phong nhĩ vi Trân tần. Thân chi sách mệnh. Nhĩ kỳ loan chương chi lĩnh. Nhạ phồn chỉ dĩ trường ưng. Địch thải vinh tăng. Lệ phương quy nhi ích mậu. Khâm tai. | ” |
| — Sách văn Trân tần Hách Xá Lý thị | |   |

Ngày 8 tháng 8 (âm lịch), 4 tháng sau khi tấn Trân tần, thì Đạo Quang Đế ra chỉ dụ tấn phong lên Trân phi (珍妃). Tuy nhiên năm Đạo Quang thứ 6 (1826), ngày 22 tháng 11 (âm lịch), Hách Xá Lý thị bị giáng xuống bậc Tần mà không rõ lý do.
Từ năm Đạo Quang thứ 9 (1829) trở đi, không còn bất cứ ghi chép nào về Trân tần.

## Nghi vấn
Có một vấn đề từng tồn tại trong nghiên cứu hồ sơ cung đình thời Thanh, chính là liên hệ giữa Trân tần Hách Xá Lý thị cùng Thường phi Hách Xá Lý thị, vì có thể rằng hai người vốn là một người. Điều này được học giả nghiên cứu thời Thanh tên Từ Quảng Nguyên (徐广源) duy trì nhận định, ngoài cùng họ Hách Xá Lý thị, ông còn lấy ngày sinh của cả hai, tức cùng là "Ngày 15 tháng 11, giờ Tỵ" làm chứng cứ nhận định.
Theo sử thư thời trước ghi lại, Trân tần Hách Xá Lý thị, vào cung sơ phong Quý nhân, Đạo Quang năm thứ 5 tấn phong Trân tần, cùng năm tấn Trân phi, sang năm thứ 6 lại giáng vị Trân tần. Từ đó ký lục hoàn toàn không có, cũng không ghi lại việc nhập vào Hoàng lăng. Thường phi Hách Xá Lý thị, vào cung sơ phong Quý nhân, toàn bộ sự kiện thời Đạo Quang không hề được ghi lại, đến thời Hàm Phong rồi Đồng Trị mới ghi chép việc tôn phong và truy tặng.
Đối với "Trân tần" cùng "Thường phi", các học giả trước đây đều cho rằng cả hai là hai người khác nhau. Mặt khác, các học giả lại tranh luận vì điều gì mà Trân tần lại không được táng vào Hoàng lăng. Bọn họ cho rằng, từ năm Đạo Quang thứ 9, Trân tần đã không có ký lục, chắc hẳn đã qua đời. Mà dựa theo chế độ triều Thanh, sau khi chết không được tiến vào Hoàng lăng, tức là phạm đại tội. Có hai loại nguyên nhân: ly dị, như Phế hậu Tĩnh phi; thứ nữa là đột tử, như Trân phi của Quang Tự Đế, bà ban đầu chỉ táng tạm ở Ân Tế trang, sau đó do ảnh hưởng của Cẩn phi mới được cải táng vào Sùng lăng.
Gần đây, học giả Từ Quảng Nguyên cùng Thiện Phổ (善浦) đã tiến hành nghiên cứu các bản chép tạp đương, xác định gia thế của Trân tần rằng "Mãn Châu Tương Lam kỳ, con gái Bố chính sứ Dung Hải, mẹ là Y Nhĩ Căn Giác La thị", hơn nữa còn tìm thấy ngày sinh cùng giờ sinh của Trân tần và Thường phi đều cùng với nhau không sai biệt. Tuy vậy, bản tạp đương là dựa vào bản gốc chép lại, nên phát sinh vấn đề, một sao ra rằng năm sinh của Trân tần và Thường phi là cùng năm Đạo Quang thứ 11, còn một lại phiên ra Trân tần sinh năm Đạo Quang thứ 11, còn Thường phi sinh năm Đạo Quang thứ 13, niên đại bất đồng.
Gần đây, có một công bố về một tài liệu tên Thuận Thiên hương Thí xỉ lục (顺天乡试齿录), ghi chép lại cuộc Thi hương thời đầu năm Đồng Trị, có ghi lại một thí sĩ tên Hách Xá Lý Thị Bỉnh Ngọc (赫舍里氏炳玉), là cháu của "Thọ Khang cung Thường tần", đây hẳn là cháu trai của Thường phi. Điều đáng nói là, tổ phụ của Bỉnh Ngọc tên Dung Hải, là Mãn Châu Tương Lam kỳ Bố chính sứ, có kế thê Y Nhĩ Căn Giác La thị, đây là thông tin mà tạp đương ghi về gia thế của Trân tần. Đến đây, từng có suy luận rằng Trân tần cùng Thường phi là chị em ruột trong cùng một gia tộc. Tuy vậy, tài liệu ghi rất rõ Dung Hải chỉ có ba con gái, 2 người kia đều không nhập cung, duy chỉ có vị út là "Thọ Khang cung Thường tần" mà thôi. Điều này tăng thêm căn cứ rằng, Trân tần và Thường phi là một người.